# Premi Emmy 1997
La cerimonia della 49ª edizione dei Primetime Emmy Awards (49th Primetime Emmy Awards) si è tenuta al Pasadena Civic Auditorium di Pasadena (Los Angeles) il 13 settembre 1997 e il 14 settembre 1997.
Le due cerimonie sono state presentate da Bryant Gumbel, ma solo quella del 14 settembre è stata trasmessa (dalla CBS).
I Creative Arts Emmy Awards sono stati consegnati il 7 settembre.

## Primetime Emmy Awards

### Migliore serie drammatica
- Law & Order - I due volti della giustizia
- Chicago Hope
- E.R. - Medici in prima linea
- New York Police Department
- X-Files

### Migliore serie comica o commedia
- Frasier
- Una famiglia del terzo tipo
- Innamorati pazzi
- The Larry Sanders Show
- Seinfeld

### Miglior oggetti mostra
- The Strive for The Million
- Object Oppose
- ITV Battle
- Brawl of the Objects
- Super Character Elimination

### Migliore miniserie
- Prime Suspect 5: Errors of Judgement (Prime Suspect 5: Errors of Judgement), regia di Philip Davis
- A sangue freddo (In Cold Blood), regia di Jonathan Kaplan
- L'Odissea (The Odyssey), regia di Andrei Konchalovsky
- Shining (The Shining), regia di Mick Garris
- L'ultimo padrino (The Last Don), regia di Graeme Clifford

### Migliore film per la televisione
- Il colore del sangue (Miss Evers' Boys), regia di Joseph Sargent
- Bastard Out of Carolina, regia di Anjelica Huston
- Gotti (Gotti: Rise and Fall of a Mafia Don), regia di Robert Harmon
- La luce del crepuscolo (In the Gloaming), regia di Christopher Reeve
- Tre vite allo specchio (If These Walls Could Talk), regia di Nancy Savoca e Cher

### Migliore attore in una serie drammatica
- Dennis Franz (Andy Sipowicz) – New York Police Department
- David Duchovny (Fox Mulder) – X-Files
- Jimmy Smits (Bobby Simone) – New York Police Department
- Sam Waterston (Jack McCoy) – Law & Order - I due volti della giustizia

### Migliore attore in una serie comica o commedia
- John Lithgow (Dick Solomon) – Una famiglia del terzo tipo
- Michael J. Fox (Mike Flaherty) – Spin City
- Kelsey Grammer (Frasier Crane) – Frasier
- Paul Reiser (Paul Buchanan) – Innamorati pazzi
- Garry Shandling (Larry Sanders) – The Larry Sanders Show

### Migliore attore in una miniserie o film per la televisione
- Armand Assante (John Gotti) – Gotti
- Beau Bridges (Bill Januson) – L'orgoglio di un padre (Hidden in America), regia di Martin Bell
- Robert Duvall (Adolf Eichmann) – L'uomo che catturò Eichmann (The Man Who Captured Eichmann), regia di William A. Graham
- Sidney Poitier (Nelson Mandela) – Mandela e De Klerk (Mandela and De Klerk), regia di Joseph Sargent

### Migliore attrice in una serie drammatica
- Gillian Anderson (Dana Scully) – X-Files
- Roma Downey (Monica) – Il tocco di un angelo
- Christine Lahti (Kathryn Austin) – Chicago Hope
- Julianna Margulies (Carol Hathaway) – E.R. - Medici in prima linea
- Sherry Stringfield (Susan Lewis) – E.R. - Medici in prima linea

### Migliore attrice in una serie comica o commedia
- Helen Hunt (Jamie Buchanan) – Innamorati pazzi
- Ellen DeGeneres (Ellen Morgan) – Ellen
- Fran Drescher (Francesca Cacace) – La tata
- Patricia Richardson (Jill Taylor) – Quell'uragano di papà
- Cybill Shepherd (Cybill Sheridan) – Cybill

### Migliore attrice in una miniserie o film per la televisione
- Alfre Woodard (Eunice Evers) – Il colore del sangue
- Stockard Channing (Barbara Whitney) – Uno scomodo imprevisto o Mamma per forza (An Unexpected Family), regia di Larry Elikann
- Glenn Close (Janet) – Tre vite allo specchio
- Helen Mirren (Jane Tennison) – Prime Suspect 5: Errors of Judgement
- Meryl Streep (Lori Reimuller) – Non nuocere o Un passo verso il domani (…First Do No Harm), regia di Jim Abrahams

### Migliore attore non protagonista in una serie drammatica
- Héctor Elizondo (Dr. Phillip Watters) – Chicago Hope
- Adam Arkin (Dr. Aaron Shutt) – Chicago Hope
- Eriq La Salle (Peter Benton) – E.R. - Medici in prima linea
- Nicholas Turturro (James Martinez) – New York Police Department
- Noah Wyle (John Carter) – E.R. - Medici in prima linea

### Migliore attore non protagonista in una serie comica o commedia
- Michael Richards (Cosmo Kramer) – Seinfeld
- Jason Alexander (George Costanza) – Seinfeld
- David Hyde Pierce (Niles Crane) – Frasier
- Jeffrey Tambor (Hank Kingsley) – The Larry Sanders Show
- Rip Torn (Arthur) – The Larry Sanders Show

### Migliore attore non protagonista in una miniserie o film per la televisione
- Beau Bridges (Governatore Jim Farley) – La seconda guerra civile americana (The Second Civil War), regia di Joe Dante
- Obba Babatunde (Willie Johnson) – Il colore del sangue
- Michael Caine (Frederik Willem de Klerk) – Mandela e De Klerk
- Ossie Davis (Mr. Evers) – Il colore del sangue
- Joe Mantegna (Pippi De Lena) – L'ultimo padrino

### Migliore attrice non protagonista in una serie drammatica
- Kim Delaney (Dian Russell) – New York Police Department
- Laura Innes (Kerry Weaver) – E.R. - Medici in prima linea
- CCH Pounder (Angela Hicks) – E.R. - Medici in prima linea
- Della Reese (Tess) – Il tocco di un angelo
- Gloria Reuben (Jeanie Boulot) – E.R. - Medici in prima linea

### Migliore attrice non protagonista in una serie comica o commedia
- Kristen Johnston (Sally Solomon) – Una famiglia del terzo tipo
- Christine Baranski (Maryann Thorpe) – Cybill
- Julia Louis-Dreyfus (Elaine Benes) – Seinfeld
- Janeane Garofalo (Paula) – The Larry Sanders Show
- Lisa Kudrow (Phoebe Buffay) – Friends

### Migliore attrice non protagonista in una miniserie o film per la televisione
- Diana Rigg (Mrs. Danvers) – Rebecca (Rebecca), regia di Jim O'Brien
- Kirstie Alley (Rose Marie) – L'ultimo padrino
- Bridget Fonda (Anne) – Tre vite allo specchio
- Glenn Headley (Ruth) – Bastard Out of Carolina
- Frances McDormand (Gus) – L'orgoglio di un padre

### Migliore regia per una serie drammatica
- New York Police Department – Mark Tinker
- E.R. - Medici in prima linea – Christopher Chulack
- E.R. - Medici in prima linea – Rod Holcomb
- E.R. - Medici in prima linea – Tom Moore
- X-Files – James Wong

### Migliore regia per una serie comica o commedia
- Frasier – David Lee
- Ellen – Gil Junger
- The Larry Sanders Show – Todd Holland
- The Larry Sanders Show – Alan Myerson
- Seinfeld – Andy Ackerman

### Migliore regia per una miniserie o film per la televisione
- L'Odissea – Andrei Konchalovsky
- Bastard Out of Carolina – Anjelica Huston
- Crime of the Century – Mark Rydell
- Gotti – Robert Harmon
- La luce del crepuscolo – Christopher Reeve

### Migliore sceneggiatura per una serie drammatica
- New York Police Department – Stephen Gaghan, David Milch, Michael R. Perry
- E.R. - Medici in prima linea – Neal Baer
- E.R. - Medici in prima linea – John Wells
- New York Police Department – David Mills
- X-Files – Chris Carter, Vince Gilligan, John Shiban, Frank Spotnitz

### Migliore sceneggiatura per una serie comica o commedia
- Ellen – Ellen DeGeneres, Mark Driscoll, Tracy Newman, Dava Savel, Jonathan Stark
- The Larry Sanders Show – Peter Tolan
- The Larry Sanders Show – Jon Vitti
- The Larry Sanders Show – Judd Apatow, John Markus, Garry Shandling
- Seinfeld – Jill Franklyn, Peter Mehlman

### Migliore sceneggiatura per una miniserie o film per la televisione
- Old Man, regia di John Kent Harrison – Horton Foote (da un racconto di William Faulkner)
- Il colore del sangue – Walter Bernstein
- Crime of the Century – William Nicholson
- Gotti – Steve Shagan
- I mastini del potere (Weapons of Mass Distraction), regia di Stephen Surijk – Larry Gelbart

## Creative Arts Emmy Awards

### Migliore attore ospite in una serie drammatica
- Pruitt Taylor (Clifford Banks) – Murder One
- Alan Arkin (Zoltan Karpathein) – Chicago Hope
- Louis Gossett Jr. (Anderson Walker) – Il tocco di un angelo
- William H. Macy (Dott. Morgenstern) – E.R. - Medici in prima linea
- Ewan McGregor (Duncan Stewart) – E.R. - Medici in prima linea

### Migliore attore ospite in una serie comica o commedia
- Mel Brooks (Zio Phil) – Innamorati pazzi
- Sid Caesar (Harold) – Innamorati pazzi
- David Duchovny (se stesso) – The Larry Sanders Show
- James Earl Jones (Norman) – Frasier
- Jerry Stiller (Frank Costanza) – Seinfeld

### Migliore attrice ospite in una serie drammatica
- Dianne Wiest (Lillian Hepworth) – La strada per Avonlea
- Veronica Cartwright (Norma) – E.R. - Medici in prima linea
- Diane Ladd (Carolyn Sellers) – Il tocco di un angelo
- Anne Meara (Donna DiGrazi) – Homicide
- Isabella Rossellini (Prof. Marina Gianni) – Chicago Hope

### Migliore attrice ospite in una serie comica o commedia
- Carol Burnett Theresa Stemple) – Innamorati pazzi
- Ellen DeGeneres (se stessa) – The Larry Sanders Show
- Laura Dern (Susan Richmond) – Ellen
- Marsha Mason (Sherry) – Frasier
- Betty White (Midge Haber) – Susan

### Migliore serie animata della durata massima di un'ora
- I Simpson per l'episodio La fobia di Homer
- Il laboratorio di Dexter per gli episodi L'aiutante di Major Glory, Tutti i matti per la televisione e Eroi dei videogiochi
- Duckman per l'episodio Duckman and Cornfed in 'Haunted Society Plumbers'
- King of the Hill per l'episodio Square Peg
- Rugrats per l'episodio Mother's Day